# 長井長弘
 長井 長弘（ながい ながひろ）は、戦国時代の武将。諱は利道、長広、長張とも。父は長井秀弘。美濃小守護代。通称は藤左衛門尉、弥二郎？。越中守。子に長井景弘。美濃関城主。一説には（長井斎藤利安）と同一人物とも。

## 経歴
常在寺の住職・日運（斎藤利藤の末子）の推挙で油商人であった松波庄五郎（斎藤道三の父）を家臣として、さらに家老西村三郎右衛門正元以後、断絶していた家臣筋の西村氏の名跡を相続させ、西村勘九郎（正利）と名乗らせた人物とされる。また後に長井姓を与え、この勘九郎は長井新左衛門尉（豊後守）と名を変え、長弘の推挙により、土岐頼芸の寵臣となっている。
守護代斎藤利親が死去したことにより、利親の子利良が幼少のため、長井利隆とともに補佐したという。初め白樫城主であったが、このとき補佐のため稲葉山の麓に館を建てここに移った。その後、美濃守護土岐政房の後継を巡り、家督争いが起こった。政房が嫡男頼武を差し置いて、次男頼芸を後継者に推したことが原因である。守護代・斎藤利良は頼武を、小守護代であった長弘は頼芸を支持し、永正14年（1517年）合戦が起こった。この戦いでは頼武方が勝ったが、翌永正15年（1518年）には長弘ら頼芸方が巻き返して勝利する。頼武は妻の実家である朝倉氏を頼り、妻子とともに越前国へと逃れた。汾陽寺文書によればこの年、汾陽寺に寺領安堵している。
永正16年（1519年）、土岐政房が死去すると、朝倉氏は美濃に派兵して頼芸方を圧倒し、頼武を守護の座に就けた。長弘は政権奪取を画策し、大永5年（1525年）、長井新左衛門尉とともに挙兵。新守護代となった斎藤利茂ら頼武方と戦い、主家の斎藤氏の居城・稲葉山城を攻め取り、同年6月には美濃守護所の福光館も占拠し、反乱は成功した。その後も頼武方との対立は続いたが、享禄3年（1530年）、劣勢に陥った頼武が再び越前に逃れたため、頼芸が実質的な守護の座に就いた。これにより、長弘は守護代斎藤氏に替わって、美濃の実権を握った。
享禄3年（1530年）1月23日に不行跡の罪で妻ともに新左衛門尉の手に掛けられた。しかし、長井長弘の署名を持つ同年3月付の禁制文書があることからこれは誤伝とされる。または『斎藤系譜』によると天文2年（1533年）2月2日、越前に追放された頼武と内通したとして上意討ちの名目で新左衛門尉（又はその子長井規秀）に殺されたという。法名は桂岳宗昌。
天文2年11月26日付けの文書（群上市の長瀧寺蔵。岐阜市博物館寄託）には長弘の子・長井景広と新左衛門尉の子・長井規秀（後の斎藤道三）との連署状があり、主家を重んじる形式なため子の景弘が継いだとされるが、天文3年（1534年）9月には規秀の単独署名の禁制（『華厳寺文書』）があり、これ以降景広の名が途絶えることから天文2年～3年の間に景広は規秀によって殺されたもしくは病死したと推定される。